# Old Man of Hoy
Old Man of Hoy (Starý muž z ostrova Hoy) je skalní věž z červeného pískovce na západním pobřeží ostrova Hoy v Orknejích. Měří 137 metrů a je nejvyšším skalním pilířem ve Spojeném království, základna má průměr šedesát metrů. Abraze ho oddělila od pobřežního útesu před zhruba čtyřmi sty lety. Obraz Williama Daniella z roku 1817 zobrazuje ve spodní části sloupu oblouk, zvýrazňující podobu s lidskou postavou, později se ale jedna noha odlomila. Old Man of Hoy je ohrožován bouřlivým podnebím v oblasti a předpokládá se, že by mohlo hrozit jeho zřícení.[zdroj?]

## Prvovýstup
Vrchol skály zdolali jako první v roce 1966 Chris Bonington, Rusty Baillie a Tom Patey,   o rok později vysílala výstup horolezců v přímém přenosu televize. V roce 2017 přešel německý dobrodruh Alexander Schulz na pilíř po 180 m dlouhém laně nataženém z pevniny. Skupina Eurythmics využila zdejší scenérii ve videoklipu k písni „Here Comes the Rain Again“. 